# تپه بابا گرد علی ۶
تپه بابا گرد علی ۶ در شهرستان کوهدشت، بخش طرهان، ۲/۳۵ کیلومتری جنوب شهر گراب واقع شده و این اثر در تاریخ ۲۲ اسفند ۱۳۸۵ با شمارهٔ ثبت ۱۸۲۳۶ به‌عنوان یکی از آثار ملی ایران به ثبت رسیده است.